# Хорфагеры
Хорфагеры или Род Харальда I Прекрасноволосого (норв. Hårfagreætta) — средневековая европейская династия, правившая в Норвегии с 872 по 1319 год (с перерывами), а также в Дании в 1042—1047 годах и Исландии (с 1262 года). Основателем династии является первый великий конунг (король) Норвегии Харальд I Прекрасноволосый (др.-сканд. Haraldr hárfagri — Харальд Хорфагер). Династия является ветвью скандинавского рода Инглингов. Последним представителем династии был Хакон V Святой. Впрочем, ряд историков указывают на спорные моменты в генеалогии Хорфагеров, в частности, на вопросы о принадлежности к роду Олафа Трюггвасона, Харальда Сурового, Сверрира I и других.
В западной литературе принято подразделять династию на самостоятельные ветви или «дома»: викенскую ветвь, вестфольдскую ветвь («дом» Святого Олафа), Хардрадов («дом» Харальда Сурового), Сверриров («дом» Сверрира Сигурдссона), «дом» Харальда Гилли и другие.

## История династии

### Основание
Основателем династии является Харальд I Прекрасноволосый, сын вестфольдского конунга Хальвдана Чёрного из династии Инглингов. К 870 году он объединил Норвежские земли и, согласно саге, после битвы при Хафрсфьорде (872 год) провозгласил себя «правителем норвежцев». Харальд вёл успешную завоевательную политику, ему удалось создать большую морскую державу, простиравшуюся до Исландии. В 930 году стареющий Харальд Прекрасноволосый разделил свою страну между сыновьями, о количестве которых источники дают противоречивую информацию, называя цифры от 11 до 20. Великим конунгом Харальд назначил своего старшего сына, Эйрика Кровавую Секиру.

### Междоусобные войны и переход под власть Дании
Ещё при жизни отца Эйрик Кровавая Секира начал борьбу за единоличную власть со своими братьями и родственниками. Около 930 года он убил своего сводного брата Бьёрна Морехода, а затем, в начале 930-х годов, убил в сражении ещё двух сводных братьев, Олафа Харальдссона Гейрстадальфа и Сигрёда Харальдссона. Деятельность Эйрика вызвала возмущение, поэтому, после смерти Харальда Прекрасноволосого, его младший сын, Хакон I Добрый, находившийся на воспитании в Англии, возвращается на родину, побеждает в битве Эйрика Кровавую Секиру и свергает его с норвежского престола. Но, и правление Хакона не закончилось мирно. В 961 году он сошёлся в битве с сыновьями Эйрика. В этой битве король Хакон Добрый получил смертельную рану и вскоре скончался.
В новом витке междоусобиц сошлись внуки Харальда Прекрасноволосого: Харальд II Серая Шкура (сын Эйрика Кровавой Секиры), провозглашённый королём после гибели Хакона Доброго, Трюггви Олафссон (сын Олафа Харальдссона Гейрстадальфа) и Гудрёд Бьёрнссон (сын Бьёрна Морехода). В 963 году Трюггви был убит (его жене и новорождённому сыну удалось спастись), а вскоре Харальд Серая Шкура расправился и с Гудрёдом. В это время в Норвегии шла уже настоящая гражданская война между сторонниками и противниками Серой Шкуры. Норвегия была в кризисе и стала доступной целью для врагов.
Нестабильностью в Норвегии решил воспользоваться датский король Харальд Синезубый, бывший некогда другом конунга Серой Шкуры и его братьев. В 970 году датский король позвал Харальда Серую Шкуру к себе, но по прибытии в Ютландию норвежский король был убит. Так Норвегия перешла под власть датского короля, а наместником (де-факто полноценным правителем) в Норвегии был назначен хладирский ярл Хакон Могучий. Его правление в Норвегии длилось 25 лет. Но и ему не удалось преодолеть последствия междоусобных войн. Знатные бонды были недовольны тем, что у власти находится не представитель королевской династии, поэтому когда стало известно, что в Англии находится потомок Харальда Прекрасноволосого, Олаф Трюггвасон, в Норвегии началось восстание, которое закончилось убийством Хакона Могучего. На всеобщем тинге в основанном Олафом Нидарусе (ныне Тронхейм) он был провозглашён правителем Норвегии.
Олаф I Трюггвасон (сын убитого Харальдом Серой Шкурой Трюггви Олафссона) восстановил правление в Норвегии династии Хорфагеров, что вызвало недовольство хладирских ярлов, датского короля Свена Вилобородого, а также норвежских язычников, которые всячески противились начатому новым королём процессу христианизации. В 1000 году в битве у Свольдера Олаф Трюггвасон погиб. Страна вновь оказалась под властью датского короля, а наместниками в Норвегии стали дети Хакона Могучего: Эйрик (1000—1014) и Свейн (1000—1015), а также сын Эйрика Хакон Эйрикссон (1014—1015).

### Восстановление власти Хорфагеров. Дания под властью Норвегии
В 1015 году после смерти Свена Вилобородого норвежские бонды приглашают править страной Олафа II Святого, правнука Бьёрна Морехода и праправнука Харальда Прекрасноволосого. Он более решительно и последовательно, чем его предшественниками, продолжает борьбу с язычеством, усиливает королевскую власть и вносит изменения в систему кормлений и сбора податей, что привело к разрыву между ним и большой частью старой знати, которая начинает переходить на сторону Кнуда Великого, короля Дании. В 1028 году, решив нанести удар по главному противнику, Олаф вступает в войну с Данией, но терпит поражение и бежит на Русь к Ярославу Мудрому. Во время его отсутствия Норвегией вновь правил хладирский ярл Хакон Эйрикссон. В 1030 году Олаф решает вернуть власть, но в битве при Стикластадире погибает.
На короткое время Норвегия вновь оказывается под властью Дании, но уже в 1035 году после смерти Кнуда Великого королём Норвегии был провозглашён сын Олафа Святого Магнус I Добрый. Три года спустя ему удаётся подписать договор с королём Хардекнудом, согласно которому, в случае, если норвежский или датский монарх умрёт без наследников, второй, соответственно, наследует его корону. В 1042 году датский король при странных обстоятельствах умирает бездетным, и, согласно договору, королём Дании провозглашается Магнус. Таким образом династия Хорфагеров распространила свою власть и на Данию. Впрочем, это длилось недолго — уже после смерти Магнуса в 1047 году Дания вновь становится независимой.

### Харальд Суровый и «дом» Хардрадов
После смерти Магнуса Доброго к власти в Норвегии приходит Харальд III Суровый (Харальд Хардрада), которого Магнус назначил своим соправителем ещё в 1046 году. Традиционно, Харальд считается потомком Сигурда Хриси, сына Харальда Прекрасноволосого (впрочем, это опровергается рядом современных исследователей). Также по матери Харальд Суровый был единоутробным братом Олафа Святого. Тем не менее, «дом» Харальда Сурового довольно прочно утвердился в Норвегии. Со смертью короля в 1066 году в битве при Стамфорд-Бридже фактически завершается эпоха викингских вторжений в Англию.
Перед смертью Харальд разделил Норвегию между своими сыновьями, Олафом Тихим и Магнусом II, но в 1069 году Магнус умер, и Олаф III остался единоличным правителем страны. При нём Норвегия вступила в фазу процветания, развития торговли и международных отношений. После смерти Олафа в 1093 году королём был провозглашён его незаконнорождённый сын Магнус III Голоногий, но жители и бонды Западной Норвегии не согласились с этим, заявив о том, что Харальд Суровый разделил страну на две части между своими сыновьями, поэтому они потребовали передать половину страны Хакону Магнуссону, сыну Магнуса II и внуку Харальда Сурового. Между двоюродными братьями началось противостояние, в ходе которого Хакон Магнуссон во время своей поездки по норвежским фюлькам неожиданно умер. После этого Магнус III Голоногий подавил остаток восстания в Западной Норвегии и вернул единоличную власть.
Единственный законный брак Магнуса Голоногого оказался бездетным, но у него было несколько детей от наложниц. В 1103 году Магнус во время похода в Ирландию был убит в битве, а правителями Норвегии были провозглашены три сводных брата — внебрачные дети Магнуса — 15-летний Эйстейн I Магнуссон, 13-летний Сигурд I Крестоносец и 4-летний Олаф Магнуссон (последний умер в возрасте 16 лет). Несмотря на противоречия, Эйстейну и Сигурду удалось избежать братоубийственной войны. В то время как Сигурд занимался, в основном, внешней политикой (Норвежский крестовый поход), Эйстейн был ответственен за внутреннее развитие Норвегии (при нём появился ряд церквей). Эйстейн умер в 1123 году оставив единоличным правителем Сигурда. Сам Сигурд Крестоносец умер в 1130 году, оставив одного внебрачного сына, Магнуса.

### Гражданская война 1130—1217 годов.БаглерыиБиркебейнеры.
Смерть Сигурда Крестоносца положила начало новой гражданской войне в Норвегии. Королём стал его единственный сын, Магнус Слепой, но против Магнуса выступил Харальд IV Гилли, незаконнорождённый сын Магнуса Голоногого. Он также провозгласил себя королём в 1130 году. В 1135 году Харальд Гилли сверг Магнуса и ослепил его. Магнус Слепой погиб четыре года спустя в междоусобной войне. Сам Харальд Гилли был убит Сигурдом Злым, также объявившим себя внебрачным сыном Магнуса Голоногого.
Харальду Гилли наследовали трое его сыновей (представители «дома» Гилли): Сигурд II, Инге I Горбун, а позднее (в 1142 году) также Эйстейн II. Первоначально братья действовали сообща (в этом им помогали наставники и советники, так как братья на момент начала правления были малолетними) — в 1139 году им удалось разбить войска претендентов на престол Магнуса Слепого и Сигурда Злого. Но по мере взросления братьев между ними зрела борьба за единоличную власть. В 1155 году Инге I обвинил братьев в организации заговора и начал войну, приведшую к гибели обоих братьев. Впрочем, вскоре он сам потерял власть, уступив её племяннику Хакону Сигурдссону, а в 1161 году был убит. Всего год спустя был убит и сам Хакон II.
Новым королём становится Магнус V, внук Сигурда Крестоносца. Магнус V был правителем лишь формально, в то время как основная власть принадлежала его отцу, Эрлингу Скакке. В 1174 году против Магнуса V и Эрлинга было поднято восстание, в ходе которого восставшие в 1176 году провозгласили своим королём Эйстейна Деву, сына Эйстейна II. Партия, собравшаяся вокруг Эйстейна, получила название «биркебейнеров» (то есть «берёзовоногих» или лапотников), так как в неё входили, в основном, представители крестьянства и беднейшего населения недовольного политикой короля Магнуса, ярла Эрлинга и его окружения — богатых землевладельцев и духовенства. Уже через год после провозглашения королём Эйстейн Дева погиб в бою. Борьбу с Магнусом V и его отцом продолжил Сверрир Сигурдссон, объявивший себя незаконнорождённым сыном Сигурда II Мунна. В битвах с ним погибли сначала ярл Эрлинг Скакке (1179), а потом и сам король Магнус V (1184). После гибели последнего Сверрир был провозглашён королём.
Уже в первые годы правления Сверрира его противники предпринимали попытки захвата власти. Это удалось Йону Кувлунгу, сыну Инге I Горбуна, который захватил Осло и Тронхейм, в 1186 году был своими сторонниками провозглашён королём, но в 1188 году он погиб в бою с войсками Сверрира.
В начале 1190-х годов противники пришедших к власти биркебейнеров и короля Сверрира объединились в партию «баглеров» (или «посошников», от слова bagall — «епископский жезл/посох»). В их ряды входили представители духовенства, аристократии, богатых землевладельцев и торговцев. В 1193 году их лидеры — бывшие союзники Магнуса V и Эрлинга Скакке — поддержали малолетнего сына Магнуса V Сигурда, но тот погиб в бою в 1194 году. Тогда баглеры избрали кандидатом на престол брата погибшего Сигурда, Инге Магнуссона, которого провозгласили королём в 1196 году. В 1202 году Сверрир умер, передав власть своему сыну, Хакону Сверресону, который незамедлительно расправился с Инге Магнуссоном и партией баглеров. Впрочем, он правил всего 2 года, и после неожиданной смерти Хакона в возрасте 26 лет, в 1204 году, война баглеров и биркебейнеров возобновилась.
Теперь обе партии провозгласили одновременно своего короля. Королём от биркебейнеров стал Гутторм I Сигурдссон, внук Сверрира. Правление малолетнего Гутторма продолжалось всего 7 месяцев, а после его внезапной смерти власть перешла к Инге II, племяннику Сверрира (1204—1217). В то же время, партия баглеров признала королём сперва Эрлинга Магнуссона Стейнвегга (1204—1207), сына Магнуса V, брата Сигурда Магнуссона и Инге Магнуссона, а после его неожиданной кончины — Филиппа Симонссона (1207—1217). Филипп не был связан кровным родством с Хорфагерами (хотя его бабка Ингрид Рагнвальдсдоттир была женой Харальда IV Гилли). Король биркебейнеров Инге II старался поддерживать мирные отношения с королями баглеров, даже заключил с Филиппом Симонссоном Квитсёйское соглашение в 1208 году. Впрочем, когда Инге II умер в апреле 1217 года, Филипп попытался воспользоваться этим для захвата власти, но сам скончался осенью того же года. После гибели обоих королей Норвегия обрела единого правителя.

### Завершение гражданской войны. Последний век Хорфагеров
Преемником Инге II стал его молодой воспитанник, Хакон IV, сын Хакона III и внук Сверрира. Первоначально, в малолетство правителя, делами государства занимался ярл Скуле Бордссон, брат короля Инге II. Тем не менее, несмотря на примирение баглеров и биркебейнеров и прекращение их вражды, часть бывших баглеров выступала за продолжение борьбы за престол. В 1219 году было организовано восстание против Хакона IV, и восставшие провозгласили своим лидером и претендентом на королевский престол Сигурда Эрлингссона Риббунга, сына Эрлинга Стейнвегга, признаваемого баглерами королём в 1204—1207 годах. Впрочем, около 1223 года Сигурд Риббунг сдался Скуле Бордссону. В том же году Сигурд присутствовал на тинге в Бергене, будучи одним из претендентов на престол, но норвежская знать признала королём Хакона IV.
В 1226 году после смерти Сигурда Риббунга его бывшие сторонники выбрали нового претендента на престол — Кнута Хоконссона, сына Хокона Безумного, который был внуком Сигурда II. Но в 1227 году Кнут заключил мир со Скуле Бордссоном и Хаконом IV и женился на Ингрид, дочери Скуле Бордссона. Так противостояние баглеров и биркебейнеров завершилось окончательно. Впрочем, последний эпизод гражданской войны был связан с самим ярлом Скуле Бордссоном, который в 1239 году отказался подчиняться Хакону IV, провозгласил себя правителем и избрал резиденцию в Нидарусе (Тронхейме). Этот мятеж был довольно быстро подавлен королём Хаконом, отныне гражданская война ему больше не угрожала.
При Хаконе IV и его потомках развивалась внешняя и внутренняя политика. Норвегия вернула былое могущество, подчинив ряд исконно принадлежавших ей земель, которые были потеряны в годы гражданской войны. В 1263 году Хакон IV умер, а правителем стал его сын Магнус VI Лагабете, известный своей законотворческой деятельностью. Магнус Лагабете на законодательном уровне закрепил неделимость Норвегии и наследование «от отца к сыну». В 1280 году король Магнус Лагабете умер, и к власти пришёл его сын, Эйрик II Магнуссон, который пытался увеличить власть короля за счёт уменьшения влияния церкви, за что получил прозвище «Гонитель попов».
Последним правителем Норвегии из рода Харальда Прекрасноволосого стал Хакон V Святой. Он умер в 1319 году, оставив дочерей, но не оставив наследников мужского пола. Таким образом, по закону, корона перешла к его внуку, Магнусу Шведскому, который за месяц до этого был избран королём Швеции и стал основателем династии Фолькунгов. Таким образом, династия Хорфагеров пресеклась, а Норвегия перешла под контроль шведской короны.

## Генеалогия

### Спорные моменты
Основными спорными моментами в генеалогии Хорфагеров являются следующие:
- Являются ли Олаф I Трюггвасон и Олаф II Святой потомками короля Харальда Прекрасноволосого.
- Является ли Харальд III Суровый потомком Бьёрна Морехода и, соответственно, праправнуком Харальда Прекрасноволосого.
- Был ли Харальд IV Гилли в действительности сыном Магнуса Голоногого.
- Был ли Сверрир Сигурдссон в действительности сыном Сигурда II.
- Был ли Хакон IV Старый в действительности сыном Хакона III.

Основные противоречия связаны с тем, что ни один источник не даёт точного числа законных и незаконных детей Харальда I Прекрасноволосого, что затрудняет выстраивание генеалогического древа. Традиционно считается, что Олаф I Трюггвасон был сыном Трюггви Олафссона, внуком Олафа Харальдссона Гейрстадальфа и, соответственно, правнуком основателя династии Хорфагеров. Впрочем, некоторые современные историки считают упоминаемого в сагах «Олава Альва Гейрстадира» и Олафа Харальдссона разными людьми, соответственно, оспаривая принадлежности Олафа Трюггвасона к династии. Также оспаривается это и в отношении Олафа Святого. Исследователи отмечают схожесть их биографий — оба они росли вне дома, а в определённый момент вернулись в Норвегию, были признаны наследниками Харальда I и стали править. Тем не менее, другие исследователи отмечают точность генеалогии, представленной в скандинавских сагах. Кроме этого, отдельный вопрос касается фигуры Трюггви Олафссона «Претендента», в 1033 году назвавшим себя сыном Олафа Трюггвасона и королевы Гиды Ирландской. Его противники заявляли о том, что он является сыном простого священника, а не короля. Хотя, в саге «Гнилая кожа» сказано, что Харальд III Суровый признавал Трюггви Претендента своим родственником.
Нет единого мнения по поводу происхождения Харальда III Сурового. Он был сыном Сигурда Свиньи. Традиционный взгляд заключается в том, что Сигурд Свинья считается правнуком Сигурда Хриси и праправнуком Харальда I Прекрасноволосого, однако М. Сьёрстрём опровергает эту версию — он считает, что отец Сигурда, Хальфдан, не может быть однозначно отождествлён с Хальфданом из Хадафюльке, внуком короля Харальда Прекрасноволосого. Ряд современных исследователей считает, что «приписывание» королей к роду Харальда I Прекрасноволосого имело место уже в XIII веке, когда создавались саги, в то время как во времена Харальда Сурового кровное родство с основателем династии не играло серьёзной роли.
Вызывал споры и вопрос о принадлежности к роду Хорфагеров Харальда Гилли, который, по собственному утверждению, являлся незаконнорождённым сыном Магнуса III Голоногого, рождённым во время пребывания Магнуса на войне в Ирландии. Под этим есть основания — в ирландских источниках упоминаются и другие незаконнорождённые дети Магнуса, а также тот факт, что он состоял в отношениях, по крайней мере, с одной женщиной, поэтому происхождения Харальда Гилли от Магнуса представляется возможным.
Фигура Сверрира Сигурдссона является наиболее спорной фигурой в генеалогии Хорфагеров. Сам он провозгласил себя сыном Сигурда II и внуком Харальда Гилли. Впрочем, есть версия, согласно которой Сверрир был самозванцем — беглым священником с Фарерских островов, ряд историков принимают версию саг и считают Сверрира действительно сыном Сигурда II, впрочем, источники не позволяют установить подлинное происхождение Сверрира.
Наконец, Хакон IV Старый был рождён в 1204 году, согласно ряду источников, после смерти своего отца Хакона III. В связи с этим также вставал вопрос о действительной его принадлежности к роду Хорфагеров, либо о том, не выдала ли жена Хакона III, Инга, своего внебрачного сына за королевского отпрыска. Согласно сагам, Инга прошла испытание огнём, чтобы подтвердить, что её сын является сыном покойного монарха.

### Короли и претенденты из рода Харальда I Прекрасноволосого
Старшая линия Хорфагеров
- Харальд I Прекрасноволосый, конунг Норвегии с 870 (или 872) по 930 год
- Эйрик I Кровавая Секира, старший сын Харальда I (930—934/935)
- Хакон I Добрый, младший сын Харальда I (935—961)
- Харальд II Серая Шкура, старший сын Эйрика I Кровавая Секира (961—970)

Викенский «дом» — потомки Олафа Харальдссона Гейрстадальфа, одного из сыновей Харальда I
- Олаф I Трюггвасон, правнук Харальда I (995—1000)

«Дом» Святого Олафа — потомки Бьёрна Морехода, одного из сыновей Харальда I
- Олаф II Святой, праправнук Харальда I (1015—1028)
- Магнус I Добрый, сын Олафа II (1035—1047)

«Дом» Харальда Сурового — потомки Сигурда Хриси, одного из сыновей Харальда I
- Харальд III Суровый, правнук Сигурда Хриси, сына Харальда I (1046—1066)
- Магнус II Харальдссон, сын Харальда III (1066—1069)
  - Хакон Воспитанник Торира, сын Магнуса II (1093—1094)
- Олаф III Тихий, сын Харальда III (1067—1093)
- Магнус III Голоногий, сын Олафа III (1093—1103)
  - Сигурд Слембе, сын Магнуса III (претендент в 1135—1139)
- Олаф Магнуссон, сын Магнуса III (1103—1115)
- Эйстейн I Магнуссон, сын Магнуса III (1103—1123)
- Сигурд I Крестоносец, сын Магнуса III (1103—1130)
- Магнус IV Слепой, сын Сигурда I (1130—1135, претендент в 1135—1139)
- Магнус Эрлингссон, внук Сигурда Крестоносца (1161—1184)
  - Сигурд Магнуссон, сын Магнуса V (претендент от баглеров в 1193—1194)
  - Инге Магнуссон, сын Магнуса V (король баглеров в 1196—1202)
  - Эрлинг Стейнвегг, сын Магнуса V (король баглеров в 1204—1207)
    - Сигурд Эрлингссон Риббунг (претендент от баглеров в 1219—1226)

«Дом» Гилли — потомки Магнуса III Голоногого
- Харальд IV Гилли, незаконнорождённый сын Магнуса III Голоногого (1130—1136)
- Сигурд II, сын Харальда Гилли (1136—1155)
  - Хакон II Широкоплечий, сын Сигурда II (1157—1162)
    - Кнут Хоконссон, правнук Сигурда II, сын ярла Хокона Безумного (стал единственным из потомков Харальда Гилли, которого поддерживали баглеры, а не биркебейнеры; претендент от баглеров в 1226—1227)
- Инге I Горбун, сын Харальда Гилли (1136—1161)
  - Йон Кувлунг, сын Инге I (претендент на престол, объявлен своими сторонниками королём, 1186—1188)
- Эйстейн II Харальдссон, сын Харальда Гилли (1142—1155)
  - Эйстейн III Девчушка, сын Эйстейна II (король биркебейнеров в 1176—1177)

«Дом» Сверрира — потомки Сигурда II
- Сверрир Сигурдссон, провозгласил себя незаконнорождённым сыном Сигурда II и внуком Харальда Гилли (1184—1202, король от партии биркебейнеров)
- Хакон III Сверресон, сын Сверрира (1202—1204)
- Гутторм I Сигурдссон, сын Сигурда Лаварда и внук Сверрира (король биркебейнеров в 1204)
- Инге Бордссон, племянник Сверрира (король биркебейнеров в 1204—1217)
  - Скуле Бордссон, брат Инге Бордссона (регент при Хаконе IV, в 1239 году провозгласил себя королём, претендент на престол в 1239—1240)

Потомки Хакона III
- Хакон IV Старый, посмертный незаконнорождённый сын Хакона III (1217—1263)
- Магнус VI Лагабете, сын Хакона Старого (1263—1280)
- Эйрик II Магнуссон, сын Магнуса Лагабете (1280—1299)
- Хакон V Святой, сын Эйрика II (1299—1319), умер, не оставив сыновей

|                         |                         |                         |                         |                         |                         |  |  |                               |                               |                               |                               |                               |                               |  |  | Харальд I Прекрасноволосый |                            |                            |                            |                            |                            |  |  |                          |                          |                          |                          |                          |                          |  |  |                        |                        |                        |                        |                        |                        |  |  |               |               |               |               |               |               |  |  |  |  |  |  |  |  |  |  |  |  |  |  |  |  |  |  |  |  |  |  |  |  |  |  |  |  |
|                         |                         |                         |                         |                         |                         |  |  |                               |                               |                               |                               |                               |                               |  |  |                            |                            |                            |                            |                            |                            |  |  |                          |                          |                          |                          |                          |                          |  |  |                        |                        |                        |                        |                        |                        |  |  |               |               |               |               |               |               |  |  |  |  |  |  |  |  |  |  |  |  |  |  |  |  |  |  |  |  |  |  |  |  |  |  |  |  |
|                         |                         |                         |                         |                         |                         |  |  |                               |                               |                               |                               |                               |                               |  |  |                            |                            |                            |                            |                            |                            |  |  |                          |                          |                          |                          |                          |                          |  |  |                        |                        |                        |                        |                        |                        |  |  |               |               |               |               |               |               |  |  |  |  |  |  |  |  |  |  |  |  |  |  |  |  |  |  |  |  |  |  |  |  |  |  |  |  |
| Эйрик I Кровавая Секира | Эйрик I Кровавая Секира | Эйрик I Кровавая Секира | Эйрик I Кровавая Секира | Эйрик I Кровавая Секира | Эйрик I Кровавая Секира |  |  | Олав Харальдссон Гейрстадальф | Олав Харальдссон Гейрстадальф | Олав Харальдссон Гейрстадальф | Олав Харальдссон Гейрстадальф | Олав Харальдссон Гейрстадальф | Олав Харальдссон Гейрстадальф |  |  | Бьёрн Мореход              | Бьёрн Мореход              | Бьёрн Мореход              | Бьёрн Мореход              | Бьёрн Мореход              | Бьёрн Мореход              |  |  | Сигурд Хриси             | Сигурд Хриси             | Сигурд Хриси             | Сигурд Хриси             | Сигурд Хриси             | Сигурд Хриси             |  |  | Хакон I Добрый         | Хакон I Добрый         | Хакон I Добрый         | Хакон I Добрый         | Хакон I Добрый         | Хакон I Добрый         |  |  |               |               |               |               |               |               |  |  |  |  |  |  |  |  |  |  |  |  |  |  |  |  |  |  |  |  |  |  |  |  |  |  |  |  |
| Эйрик I Кровавая Секира | Эйрик I Кровавая Секира | Эйрик I Кровавая Секира | Эйрик I Кровавая Секира | Эйрик I Кровавая Секира | Эйрик I Кровавая Секира |  |  | Олав Харальдссон Гейрстадальф | Олав Харальдссон Гейрстадальф | Олав Харальдссон Гейрстадальф | Олав Харальдссон Гейрстадальф | Олав Харальдссон Гейрстадальф | Олав Харальдссон Гейрстадальф |  |  | Бьёрн Мореход              | Бьёрн Мореход              | Бьёрн Мореход              | Бьёрн Мореход              | Бьёрн Мореход              | Бьёрн Мореход              |  |  | Сигурд Хриси             | Сигурд Хриси             | Сигурд Хриси             | Сигурд Хриси             | Сигурд Хриси             | Сигурд Хриси             |  |  | Хакон I Добрый         | Хакон I Добрый         | Хакон I Добрый         | Хакон I Добрый         | Хакон I Добрый         | Хакон I Добрый         |  |  |               |               |               |               |               |               |  |  |  |  |  |  |  |  |  |  |  |  |  |  |  |  |  |  |  |  |  |  |  |  |  |  |  |  |
| Харальд II Серая Шкура  | Харальд II Серая Шкура  | Харальд II Серая Шкура  | Харальд II Серая Шкура  | Харальд II Серая Шкура  | Харальд II Серая Шкура  |  |  | Трюггви Олафссон              | Трюггви Олафссон              | Трюггви Олафссон              | Трюггви Олафссон              | Трюггви Олафссон              | Трюггви Олафссон              |  |  | Гудрёд Бьёрнссон           | Гудрёд Бьёрнссон           | Гудрёд Бьёрнссон           | Гудрёд Бьёрнссон           | Гудрёд Бьёрнссон           | Гудрёд Бьёрнссон           |  |  | Хальвдан Сигурдссон      | Хальвдан Сигурдссон      | Хальвдан Сигурдссон      | Хальвдан Сигурдссон      | Хальвдан Сигурдссон      | Хальвдан Сигурдссон      |  |  |                        |                        |                        |                        |                        |                        |  |  |               |               |               |               |               |               |  |  |  |  |  |  |  |  |  |  |  |  |  |  |  |  |  |  |  |  |  |  |  |  |  |  |  |  |
| Харальд II Серая Шкура  | Харальд II Серая Шкура  | Харальд II Серая Шкура  | Харальд II Серая Шкура  | Харальд II Серая Шкура  | Харальд II Серая Шкура  |  |  | Трюггви Олафссон              | Трюггви Олафссон              | Трюггви Олафссон              | Трюггви Олафссон              | Трюггви Олафссон              | Трюггви Олафссон              |  |  | Гудрёд Бьёрнссон           | Гудрёд Бьёрнссон           | Гудрёд Бьёрнссон           | Гудрёд Бьёрнссон           | Гудрёд Бьёрнссон           | Гудрёд Бьёрнссон           |  |  | Хальвдан Сигурдссон      | Хальвдан Сигурдссон      | Хальвдан Сигурдссон      | Хальвдан Сигурдссон      | Хальвдан Сигурдссон      | Хальвдан Сигурдссон      |  |  |                        |                        |                        |                        |                        |                        |  |  |               |               |               |               |               |               |  |  |  |  |  |  |  |  |  |  |  |  |  |  |  |  |  |  |  |  |  |  |  |  |  |  |  |  |
|                         |                         |                         |                         |                         |                         |  |  | Олав I Трюггвасон             | Олав I Трюггвасон             | Олав I Трюггвасон             | Олав I Трюггвасон             | Олав I Трюггвасон             | Олав I Трюггвасон             |  |  | Харальд Гренландец         | Харальд Гренландец         | Харальд Гренландец         | Харальд Гренландец         | Харальд Гренландец         | Харальд Гренландец         |  |  | Сигурд Свинья            | Сигурд Свинья            | Сигурд Свинья            | Сигурд Свинья            | Сигурд Свинья            | Сигурд Свинья            |  |  |                        |                        |                        |                        |                        |                        |  |  |               |               |               |               |               |               |  |  |  |  |  |  |  |  |  |  |  |  |  |  |  |  |  |  |  |  |  |  |  |  |  |  |  |  |
|                         |                         |                         |                         |                         |                         |  |  | Олав I Трюггвасон             | Олав I Трюггвасон             | Олав I Трюггвасон             | Олав I Трюггвасон             | Олав I Трюггвасон             | Олав I Трюггвасон             |  |  | Харальд Гренландец         | Харальд Гренландец         | Харальд Гренландец         | Харальд Гренландец         | Харальд Гренландец         | Харальд Гренландец         |  |  | Сигурд Свинья            | Сигурд Свинья            | Сигурд Свинья            | Сигурд Свинья            | Сигурд Свинья            | Сигурд Свинья            |  |  |                        |                        |                        |                        |                        |                        |  |  |               |               |               |               |               |               |  |  |  |  |  |  |  |  |  |  |  |  |  |  |  |  |  |  |  |  |  |  |  |  |  |  |  |  |
|                         |                         |                         |                         |                         |                         |  |  |                               |                               |                               |                               |                               |                               |  |  | Олав II Святой             | Олав II Святой             | Олав II Святой             | Олав II Святой             | Олав II Святой             | Олав II Святой             |  |  | Харальд III Суровый      | Харальд III Суровый      | Харальд III Суровый      | Харальд III Суровый      | Харальд III Суровый      | Харальд III Суровый      |  |  |                        |                        |                        |                        |                        |                        |  |  |               |               |               |               |               |               |  |  |  |  |  |  |  |  |  |  |  |  |  |  |  |  |  |  |  |  |  |  |  |  |  |  |  |  |
|                         |                         |                         |                         |                         |                         |  |  |                               |                               |                               |                               |                               |                               |  |  | Олав II Святой             | Олав II Святой             | Олав II Святой             | Олав II Святой             | Олав II Святой             | Олав II Святой             |  |  | Харальд III Суровый      | Харальд III Суровый      | Харальд III Суровый      | Харальд III Суровый      | Харальд III Суровый      | Харальд III Суровый      |  |  |                        |                        |                        |                        |                        |                        |  |  |               |               |               |               |               |               |  |  |  |  |  |  |  |  |  |  |  |  |  |  |  |  |  |  |  |  |  |  |  |  |  |  |  |  |
|                         |                         |                         |                         |                         |                         |  |  |                               |                               |                               |                               |                               |                               |  |  |                            |                            |                            |                            |                            |                            |  |  |                          |                          |                          |                          |                          |                          |  |  |                        |                        |                        |                        |                        |                        |  |  |               |               |               |               |               |               |  |  |  |  |  |  |  |  |  |  |  |  |  |  |  |  |  |  |  |  |  |  |  |  |  |  |  |  |
|                         |                         |                         |                         |                         |                         |  |  |                               |                               |                               |                               |                               |                               |  |  | Магнус I Добрый            | Магнус I Добрый            | Магнус I Добрый            | Магнус I Добрый            | Магнус I Добрый            | Магнус I Добрый            |  |  | Магнус II Харальдссон    | Магнус II Харальдссон    | Магнус II Харальдссон    | Магнус II Харальдссон    | Магнус II Харальдссон    | Магнус II Харальдссон    |  |  | Олав III Тихий         | Олав III Тихий         | Олав III Тихий         | Олав III Тихий         | Олав III Тихий         | Олав III Тихий         |  |  |               |               |               |               |               |               |  |  |  |  |  |  |  |  |  |  |  |  |  |  |  |  |  |  |  |  |  |  |  |  |  |  |  |  |
|                         |                         |                         |                         |                         |                         |  |  |                               |                               |                               |                               |                               |                               |  |  | Магнус I Добрый            | Магнус I Добрый            | Магнус I Добрый            | Магнус I Добрый            | Магнус I Добрый            | Магнус I Добрый            |  |  | Магнус II Харальдссон    | Магнус II Харальдссон    | Магнус II Харальдссон    | Магнус II Харальдссон    | Магнус II Харальдссон    | Магнус II Харальдссон    |  |  | Олав III Тихий         | Олав III Тихий         | Олав III Тихий         | Олав III Тихий         | Олав III Тихий         | Олав III Тихий         |  |  |               |               |               |               |               |               |  |  |  |  |  |  |  |  |  |  |  |  |  |  |  |  |  |  |  |  |  |  |  |  |  |  |  |  |
|                         |                         |                         |                         |                         |                         |  |  |                               |                               |                               |                               |                               |                               |  |  |                            |                            |                            |                            |                            |                            |  |  | Хакон Воспитанник Торира | Хакон Воспитанник Торира | Хакон Воспитанник Торира | Хакон Воспитанник Торира | Хакон Воспитанник Торира | Хакон Воспитанник Торира |  |  | Магнус III Голоногий   | Магнус III Голоногий   | Магнус III Голоногий   | Магнус III Голоногий   | Магнус III Голоногий   | Магнус III Голоногий   |  |  |               |               |               |               |               |               |  |  |  |  |  |  |  |  |  |  |  |  |  |  |  |  |  |  |  |  |  |  |  |  |  |  |  |  |
|                         |                         |                         |                         |                         |                         |  |  |                               |                               |                               |                               |                               |                               |  |  |                            |                            |                            |                            |                            |                            |  |  | Хакон Воспитанник Торира | Хакон Воспитанник Торира | Хакон Воспитанник Торира | Хакон Воспитанник Торира | Хакон Воспитанник Торира | Хакон Воспитанник Торира |  |  | Магнус III Голоногий   | Магнус III Голоногий   | Магнус III Голоногий   | Магнус III Голоногий   | Магнус III Голоногий   | Магнус III Голоногий   |  |  |               |               |               |               |               |               |  |  |  |  |  |  |  |  |  |  |  |  |  |  |  |  |  |  |  |  |  |  |  |  |  |  |  |  |
|                         |                         |                         |                         |                         |                         |  |  |                               |                               |                               |                               |                               |                               |  |  |                            |                            |                            |                            |                            |                            |  |  |                          |                          |                          |                          |                          |                          |  |  |                        |                        |                        |                        |                        |                        |  |  |               |               |               |               |               |               |  |  |  |  |  |  |  |  |  |  |  |  |  |  |  |  |  |  |  |  |  |  |  |  |  |  |  |  |
|                         |                         |                         |                         |                         |                         |  |  | Эйстейн I Магнуссон           | Эйстейн I Магнуссон           | Эйстейн I Магнуссон           | Эйстейн I Магнуссон           | Эйстейн I Магнуссон           | Эйстейн I Магнуссон           |  |  | Сигурд I Крестоносец       | Сигурд I Крестоносец       | Сигурд I Крестоносец       | Сигурд I Крестоносец       | Сигурд I Крестоносец       | Сигурд I Крестоносец       |  |  | Олав Магнуссон           | Олав Магнуссон           | Олав Магнуссон           | Олав Магнуссон           | Олав Магнуссон           | Олав Магнуссон           |  |  | Харальд IV Гилли       | Харальд IV Гилли       | Харальд IV Гилли       | Харальд IV Гилли       | Харальд IV Гилли       | Харальд IV Гилли       |  |  | Сигурд Шумный | Сигурд Шумный | Сигурд Шумный | Сигурд Шумный | Сигурд Шумный | Сигурд Шумный |  |  |  |  |  |  |  |  |  |  |  |  |  |  |  |  |  |  |  |  |  |  |  |  |  |  |  |  |
|                         |                         |                         |                         |                         |                         |  |  | Эйстейн I Магнуссон           | Эйстейн I Магнуссон           | Эйстейн I Магнуссон           | Эйстейн I Магнуссон           | Эйстейн I Магнуссон           | Эйстейн I Магнуссон           |  |  | Сигурд I Крестоносец       | Сигурд I Крестоносец       | Сигурд I Крестоносец       | Сигурд I Крестоносец       | Сигурд I Крестоносец       | Сигурд I Крестоносец       |  |  | Олав Магнуссон           | Олав Магнуссон           | Олав Магнуссон           | Олав Магнуссон           | Олав Магнуссон           | Олав Магнуссон           |  |  | Харальд IV Гилли       | Харальд IV Гилли       | Харальд IV Гилли       | Харальд IV Гилли       | Харальд IV Гилли       | Харальд IV Гилли       |  |  | Сигурд Шумный | Сигурд Шумный | Сигурд Шумный | Сигурд Шумный | Сигурд Шумный | Сигурд Шумный |  |  |  |  |  |  |  |  |  |  |  |  |  |  |  |  |  |  |  |  |  |  |  |  |  |  |  |  |
|                         |                         |                         |                         |                         |                         |  |  |                               |                               |                               |                               |                               |                               |  |  |                            |                            |                            |                            |                            |                            |  |  |                          |                          |                          |                          |                          |                          |  |  |                        |                        |                        |                        |                        |                        |  |  |               |               |               |               |               |               |  |  |  |  |  |  |  |  |  |  |  |  |  |  |  |  |  |  |  |  |  |  |  |  |  |  |  |  |
|                         |                         |                         |                         |                         |                         |  |  |                               |                               |                               |                               |                               |                               |  |  | Магнус IV Слепой           | Магнус IV Слепой           | Магнус IV Слепой           | Магнус IV Слепой           | Магнус IV Слепой           | Магнус IV Слепой           |  |  | Сигурд II                | Сигурд II                | Сигурд II                | Сигурд II                | Сигурд II                | Сигурд II                |  |  | Эйстейн II Харальдссон | Эйстейн II Харальдссон | Эйстейн II Харальдссон | Эйстейн II Харальдссон | Эйстейн II Харальдссон | Эйстейн II Харальдссон |  |  | Инге I Горбун | Инге I Горбун | Инге I Горбун | Инге I Горбун | Инге I Горбун | Инге I Горбун |  |  |  |  |  |  |  |  |  |  |  |  |  |  |  |  |  |  |  |  |  |  |  |  |  |  |  |  |
|                         |                         |                         |                         |                         |                         |  |  |                               |                               |                               |                               |                               |                               |  |  | Магнус IV Слепой           | Магнус IV Слепой           | Магнус IV Слепой           | Магнус IV Слепой           | Магнус IV Слепой           | Магнус IV Слепой           |  |  | Сигурд II                | Сигурд II                | Сигурд II                | Сигурд II                | Сигурд II                | Сигурд II                |  |  | Эйстейн II Харальдссон | Эйстейн II Харальдссон | Эйстейн II Харальдссон | Эйстейн II Харальдссон | Эйстейн II Харальдссон | Эйстейн II Харальдссон |  |  | Инге I Горбун | Инге I Горбун | Инге I Горбун | Инге I Горбун | Инге I Горбун | Инге I Горбун |  |  |  |  |  |  |  |  |  |  |  |  |  |  |  |  |  |  |  |  |  |  |  |  |  |  |  |  |
|                         |                         |                         |                         |                         |                         |  |  |                               |                               |                               |                               |                               |                               |  |  |                            |                            |                            |                            |                            |                            |  |  |                          |                          |                          |                          |                          |                          |  |  |                        |                        |                        |                        |                        |                        |  |  |               |               |               |               |               |               |  |  |  |  |  |  |  |  |  |  |  |  |  |  |  |  |  |  |  |  |  |  |  |  |  |  |  |  |
|                         |                         |                         |                         |                         |                         |  |  | Хакон II Широкоплечий         | Хакон II Широкоплечий         | Хакон II Широкоплечий         | Хакон II Широкоплечий         | Хакон II Широкоплечий         | Хакон II Широкоплечий         |  |  | Сигурд Воспитанник Маркуса | Сигурд Воспитанник Маркуса | Сигурд Воспитанник Маркуса | Сигурд Воспитанник Маркуса | Сигурд Воспитанник Маркуса | Сигурд Воспитанник Маркуса |  |  | Сверрир Сигурдссон       | Сверрир Сигурдссон       | Сверрир Сигурдссон       | Сверрир Сигурдссон       | Сверрир Сигурдссон       | Сверрир Сигурдссон       |  |  | Эйстейн III Девчушка   | Эйстейн III Девчушка   | Эйстейн III Девчушка   | Эйстейн III Девчушка   | Эйстейн III Девчушка   | Эйстейн III Девчушка   |  |  | Йон Кувлунг   | Йон Кувлунг   | Йон Кувлунг   | Йон Кувлунг   | Йон Кувлунг   | Йон Кувлунг   |  |  |  |  |  |  |  |  |  |  |  |  |  |  |  |  |  |  |  |  |  |  |  |  |  |  |  |  |
|                         |                         |                         |                         |                         |                         |  |  | Хакон II Широкоплечий         | Хакон II Широкоплечий         | Хакон II Широкоплечий         | Хакон II Широкоплечий         | Хакон II Широкоплечий         | Хакон II Широкоплечий         |  |  | Сигурд Воспитанник Маркуса | Сигурд Воспитанник Маркуса | Сигурд Воспитанник Маркуса | Сигурд Воспитанник Маркуса | Сигурд Воспитанник Маркуса | Сигурд Воспитанник Маркуса |  |  | Сверрир Сигурдссон       | Сверрир Сигурдссон       | Сверрир Сигурдссон       | Сверрир Сигурдссон       | Сверрир Сигурдссон       | Сверрир Сигурдссон       |  |  | Эйстейн III Девчушка   | Эйстейн III Девчушка   | Эйстейн III Девчушка   | Эйстейн III Девчушка   | Эйстейн III Девчушка   | Эйстейн III Девчушка   |  |  | Йон Кувлунг   | Йон Кувлунг   | Йон Кувлунг   | Йон Кувлунг   | Йон Кувлунг   | Йон Кувлунг   |  |  |  |  |  |  |  |  |  |  |  |  |  |  |  |  |  |  |  |  |  |  |  |  |  |  |  |  |
|                         |                         |                         |                         |                         |                         |  |  |                               |                               |                               |                               |                               |                               |  |  |                            |                            |                            |                            |                            |                            |  |  |                          |                          |                          |                          |                          |                          |  |  |                        |                        |                        |                        |                        |                        |  |  |               |               |               |               |               |               |  |  |  |  |  |  |  |  |  |  |  |  |  |  |  |  |  |  |  |  |  |  |  |  |  |  |  |  |
|                         |                         |                         |                         |                         |                         |  |  |                               |                               |                               |                               |                               |                               |  |  | Сигурд Лавард              | Сигурд Лавард              | Сигурд Лавард              | Сигурд Лавард              | Сигурд Лавард              | Сигурд Лавард              |  |  | Хакон III Сверресон      | Хакон III Сверресон      | Хакон III Сверресон      | Хакон III Сверресон      | Хакон III Сверресон      | Хакон III Сверресон      |  |  |                        |                        |                        |                        |                        |                        |  |  |               |               |               |               |               |               |  |  |  |  |  |  |  |  |  |  |  |  |  |  |  |  |  |  |  |  |  |  |  |  |  |  |  |  |
|                         |                         |                         |                         |                         |                         |  |  |                               |                               |                               |                               |                               |                               |  |  | Сигурд Лавард              | Сигурд Лавард              | Сигурд Лавард              | Сигурд Лавард              | Сигурд Лавард              | Сигурд Лавард              |  |  | Хакон III Сверресон      | Хакон III Сверресон      | Хакон III Сверресон      | Хакон III Сверресон      | Хакон III Сверресон      | Хакон III Сверресон      |  |  |                        |                        |                        |                        |                        |                        |  |  |               |               |               |               |               |               |  |  |  |  |  |  |  |  |  |  |  |  |  |  |  |  |  |  |  |  |  |  |  |  |  |  |  |  |
|                         |                         |                         |                         |                         |                         |  |  |                               |                               |                               |                               |                               |                               |  |  | Гутторм I Сигурдссон       | Гутторм I Сигурдссон       | Гутторм I Сигурдссон       | Гутторм I Сигурдссон       | Гутторм I Сигурдссон       | Гутторм I Сигурдссон       |  |  | Хакон IV Старый          | Хакон IV Старый          | Хакон IV Старый          | Хакон IV Старый          | Хакон IV Старый          | Хакон IV Старый          |  |  |                        |                        |                        |                        |                        |                        |  |  |               |               |               |               |               |               |  |  |  |  |  |  |  |  |  |  |  |  |  |  |  |  |  |  |  |  |  |  |  |  |  |  |  |  |
|                         |                         |                         |                         |                         |                         |  |  |                               |                               |                               |                               |                               |                               |  |  | Гутторм I Сигурдссон       | Гутторм I Сигурдссон       | Гутторм I Сигурдссон       | Гутторм I Сигурдссон       | Гутторм I Сигурдссон       | Гутторм I Сигурдссон       |  |  | Хакон IV Старый          | Хакон IV Старый          | Хакон IV Старый          | Хакон IV Старый          | Хакон IV Старый          | Хакон IV Старый          |  |  |                        |                        |                        |                        |                        |                        |  |  |               |               |               |               |               |               |  |  |  |  |  |  |  |  |  |  |  |  |  |  |  |  |  |  |  |  |  |  |  |  |  |  |  |  |
|                         |                         |                         |                         |                         |                         |  |  |                               |                               |                               |                               |                               |                               |  |  |                            |                            |                            |                            |                            |                            |  |  | Магнус VI Лагабете       |                          |                          |                          |                          |                          |  |  |                        |                        |                        |                        |                        |                        |  |  |               |               |               |               |               |               |  |  |  |  |  |  |  |  |  |  |  |  |  |  |  |  |  |  |  |  |  |  |  |  |  |  |  |  |
|                         |                         |                         |                         |                         |                         |  |  |                               |                               |                               |                               |                               |                               |  |  |                            |                            |                            |                            |                            |                            |  |  |                          |                          |                          |                          |                          |                          |  |  |                        |                        |                        |                        |                        |                        |  |  |               |               |               |               |               |               |  |  |  |  |  |  |  |  |  |  |  |  |  |  |  |  |  |  |  |  |  |  |  |  |  |  |  |  |
|                         |                         |                         |                         |                         |                         |  |  |                               |                               |                               |                               |                               |                               |  |  |                            |                            |                            |                            |                            |                            |  |  |                          |                          |                          |                          |                          |                          |  |  |                        |                        |                        |                        |                        |                        |  |  |               |               |               |               |               |               |  |  |  |  |  |  |  |  |  |  |  |  |  |  |  |  |  |  |  |  |  |  |  |  |  |  |  |  |
|                         |                         |                         |                         |                         |                         |  |  |                               |                               |                               |                               |                               |                               |  |  |                            |                            |                            |                            |                            |                            |  |  | Эйрик II Магнуссон       | Эйрик II Магнуссон       | Эйрик II Магнуссон       | Эйрик II Магнуссон       | Эйрик II Магнуссон       | Эйрик II Магнуссон       |  |  | Хакон V Святой         | Хакон V Святой         | Хакон V Святой         | Хакон V Святой         | Хакон V Святой         | Хакон V Святой         |  |  |               |               |               |               |               |               |  |  |  |  |  |  |  |  |  |  |  |  |  |  |  |  |  |  |  |  |  |  |  |  |  |  |  |  |

### Потомки Хорфагеров
- Дочь Магнуса Голоногого, Рагнхильд, вышла замуж за датского принца Сигурда Копьё. Её внучка от этого брака стала шведской королевой, а правнуком был Кнут I Эрикссон. Таким образом, Магнус II Эрикссон, шведский король, занявший в 1319 году норвежский трон, был дальним потомком короля Норвегии Магнуса Голоногого.
- Дочь Харальда Гилле, Бригида, была замужем за Биргером Бросой, влиятельным шведским ярлом, одним из основателей королевской династии Фолькунгов (или дома Бьельбу).
- Дочь Олафа Святого, Вульфхильда, была замужем за Ордульфом, герцогом Саксонии. Таким образом, потомками Хорфагеров стали и саксонские правители — Биллунги и Аскании.
- Род Харальдсонов в Исландии: Торгрей, Харальдсоны и Свенсоны в настоящее время политические деятели и правители отдельных общин Исландии.